# Encuentro (canal de televisión)
Encuentro es un canal de televisión abierta argentino de índole cultural, lanzado el 5 de marzo de 2007. La señal se caracteriza principalmente por transmitir conocimiento de variados campos, como educativos, científicos y culturales. Es propiedad de Contenidos Públicos S.A. y es operado por la Secretaría de Medios y Comunicación Pública.
El 1 de agosto de 2010, el canal inició sus emisiones en la televisión digital terrestre.

## Reconocimiento
En 2017 fue reconocido por la Fundación Konex con una Mención Especial por su trabajo en la última década y su aporte a la Comunicación y el Periodismo de la Argentina.

## Programación original
- Mejor hablar de ciertas cosas: programa donde se habla de temas importantes y sensibles para la población. Conducido por Gastón Pauls.
- Proyecto G: el Doctor G, junto a sus sujetos experimentales (el señor de acá y el señor de allá) habla de la ciencia en la vida cotidiana. Conducido por Diego Golombek.
- Alterados por pi: programa donde se mezcla la vida cotidiana con las matemáticas. Conducido por Adrián Paenza.
- Mentira la verdad: programa que se encarga de desmentir mitos en ámbitos generales. Conducido por Darío Sztajnszrajber.
- Filosofía aquí y ahora: programa que trata de la Filosofía y sus cuestiones. Conducido por José Pablo Feinmann.
- Horizontes: programa de historias y anécdotas. Conducido por Mariano Chiesa.
- Pakapaka: programa infantil en el que chicos de diferentes partes del país cuentan cosas de su vida cotidiana.
- Huellas. Arte argentino: la historia del arte argentino y sus manifestaciones plásticas, desde el arte rupestre hasta la década de 1980.
- Presidentes de Latinoamérica: documental-crónica con entrevista a presidentes de la región, con la conducción de Daniel Filmus, que contó con la entrevista a personalidades como Evo Morales, Lula Da Silva y Hugo Chávez.
- Pequeños universos: conducido por Chango Spasiuk, este programa propone dar a conocer la música de las distintas regiones argentinas.
- Bio.ar: biografías de destacadas personalidades vinculadas con la vida política, social y cultural de la Argentina.
- Tocá madera: un acercamiento al mundo del tango, la murga, el candombe y la milonga. Con la conducción de Rodrigo de la Serna y Juan Hermelo Díaz.

## Creación y Administración de la Señal
Desde su creación en 2007, Encuentro (entre otros canales como Pakapaka, dependió del Ministerio de Educación, a través de Educ.ar, hasta el mes de diciembre de 2016 El Poder Ejecutivo Nacional dispuso entonces; a través del Decreto N° 1222, publicado el lunes 5 de diciembre de 2016 en el boletín oficial, que lleva las firmas del entonces presidente Mauricio Macri, del entonces jefe de gabinete, Marcos Peña, y del entonces ministro de educación y deportes, Esteban Bullrich; que Encuentro y Pakapaka pasarían a estar bajo la órbita de Secretaría de Medios y Comunicación Pública creada en diciembre de 2015. El entonces gobierno creó la estructura “Contenidos Públicos S.E.”, bajo la órbita de la Secretaría de Medios y Comunicación Pública de la Jefatura de Gabinete de Ministros, que gestionará y operará los canales Encuentro, Pakapaka y DeporTV, entre otras, que hasta ese momento dependían del Ministerio de Educación.
En el artículo primero del Decreto, se estableció la creación de “Contenidos Públicos S.E.”, en la jurisdicción de la Secretaría de Medios y Comunicación Pública  de la Jefatura de Gabinete, que encabezaba entonces Hernán Lombardi, quien quedó a cargo de la “gestión, operación, desarrollo y explotación de los canales Encuentro, Pakapaka, y DeporTV, Acua Mayor, Acua Federal y Mirador TV”. Según el decreto, también se transfirió el “presupuesto, el personal que sea requerido, bienes muebles e inmuebles, marcas, registros, patentes y demás bienes inmateriales que entiendan necesarios para desarrollar el objeto social de la nueva sociedad”. Desde diciembre de ese año, las señales dependen de la Secretaría de Medios y Comunicación Pública, cuyo objetivo es “proveer los medios necesarios de producción de contenidos, la difusión del conocimiento y el acceso a la información en materia de cultura, educación y formación profesional, ciencia y tecnología, promoción de valores y desarrollo de iniciativas sociales, a través de nuevas tecnologías, medios de comunicación y dispositivos a nivel federal”.